# Josef Voleský
Josef Voleský (13. února 1895 Litomyšl – 18. listopadu 1932 Litomyšl) byl český malíř.

## Život
Učil se litografem a tiskařem u Josefa Dmycha v Litomyšli (1910–1914), dále studoval AVU v Praze.
Známý je nejvíce jako portrétista, ke sklonku života se věnoval také tvorbě zátiší, ztvárnění sociálních témat a zejména malbě krajin. Již jako učeň portrétoval litomyšlské měšťany, aby si zajistil potřebný obnos ke studiu na AVU. Tam byl přijat po předložení obrazu Portrét matky (1918), který je již plně vyzrálým dílem. Příslušnost ke škole Vratislava Nechleby nadlouho ovlivnila jeho tvorbu, přiklonil se k portrétové malbě temnosvitného ladění (např. Velký autoportrét, 1923 nebo Půlakt, 1924). Teprve ve druhé polovině 20. let se díky svým cestám do zahraničí (1925 do Itálie, 1927 do Paříže) začal vyrovnávat se soudobým uměním. Důležitý mezník pro malíře představoval rok 1925, kdy v důsledku otcovy smrti vytvořil dva silně expresivní obrazy naplněné munchovskou tragikou (Nemocný a U lože umírajícího).

## Dílo

### Portréty
Vliv dobového umění je patrný zejména na podobiznách, procházejících ve zmiňovaných letech zřetelným vývojem. Posun již spatřujeme v podobiznách z r. 1927 (Portrét paní L. Zavřelové, Portrét MUDr. F. Laška), které se zbavují temnosvitu a soustřeďují se na vyjádření psychiky zobrazené figury, jež je umístěna na plochém, monochromním pozadí. Jeho dvě plátna Podobizna dívky v bílém a Portrét hocha (Jiří Sladkus), vytvořená následujícího roku, souznějí s vlnou postkubistického neorealismu.
Vrcholnými díly jsou pak Antonín Sova (1928) a Božena Němcová (1930). Tyto ideální podobizny představují syntézu prvků užitých v předchozích portrétech. Na Voleského obrazech je patrný vliv umělců z okruhu UB, jak v pojetí krajiny (Božena Němcová), tak i tematicky (Kopání brambor, asi 1929, Zátiší s chlebem, asi 1926-1928, V podvečer, 1930).

### Zátiší
Roku 1929 téměř opustil dosud dominující portrétní tvorbu a začal se věnovat zátiší (Kosatce, 1930), zejména však krajinomalbě (Jiráskovo údolí, 1930). V roce 1930 pro sebe objevil ves Březiny u Poličky, kde vznikly silně melancholické krajiny (Drašarův hřbitůvek v Březinách, 1930, Splav, 1931).
Jeho tvorba je osobitým příspěvkem k doznívajícím neorealistickým tendencím v českém umění.

## Seznam výstav
- 1923 Gymnázium Litomyšl (spolu s V. Martínkem);
- 1930 Smetanův dům, Litomyšl;
- 1933 Městská obrazárna, zámek, Litomyšl – 15. 6. otevřena síň J. V.;
- 1945 Topičův salon, Praha (spolu s E. Bržezinským);
- 1945 Městská obrazárna, zámek, Litomyšl;
- 1962 zámek, Litomyšl;
- 1995 SGVU Náchod;
- 2005 Městská galerie, Litomyšl.

## Katalog výstav
- 1927 Výstava obrazů z Litomyšlska, zámek, Litomyšl;
- 1929 Krajinská výstava východních Čech, Litomyšl;
- 1931 Sdružení výtvarníků, Praha;
- 1943 I. litomyšlský výtvarný salon, Smetanův dům, Litomyšl;
- 1965 XXV. východočeský umělecký salon, Polička.

## Galerie

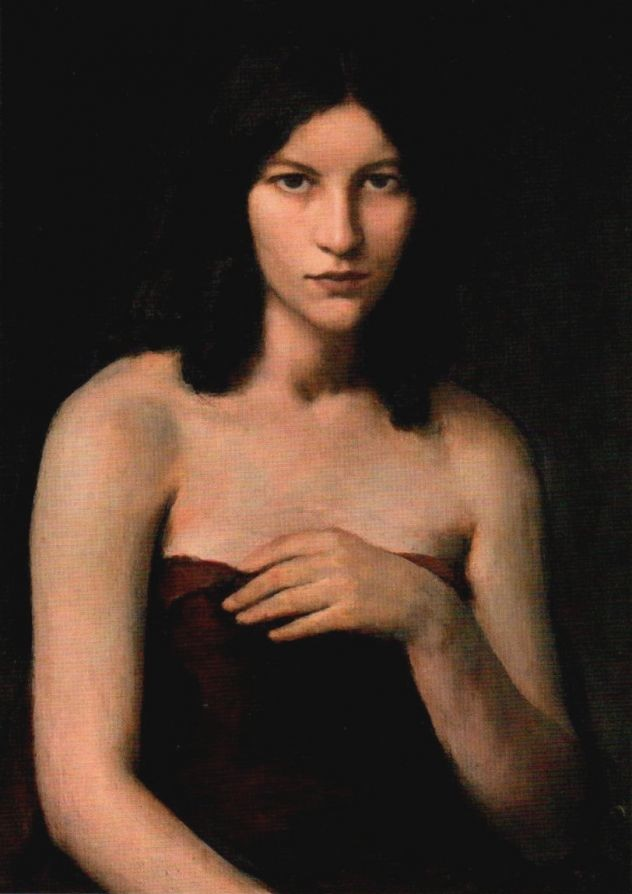
Půlakt (před 1925)
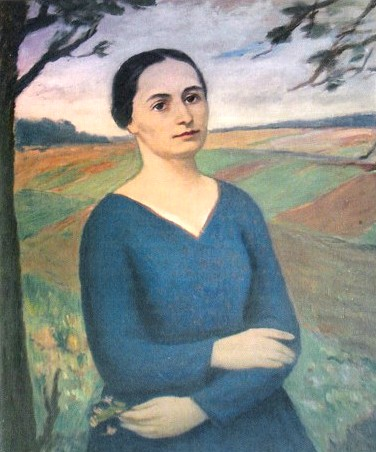
Božena Němcová
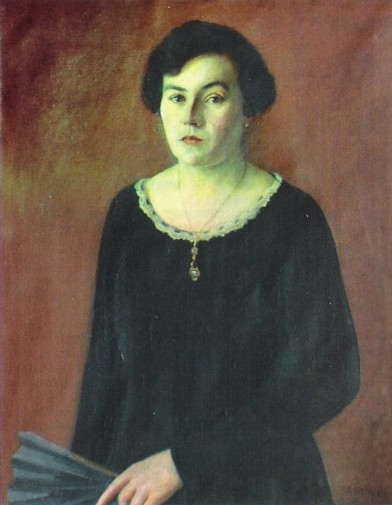
Portrét paní L.Zavřelové